# Drainage (technische Systeme)

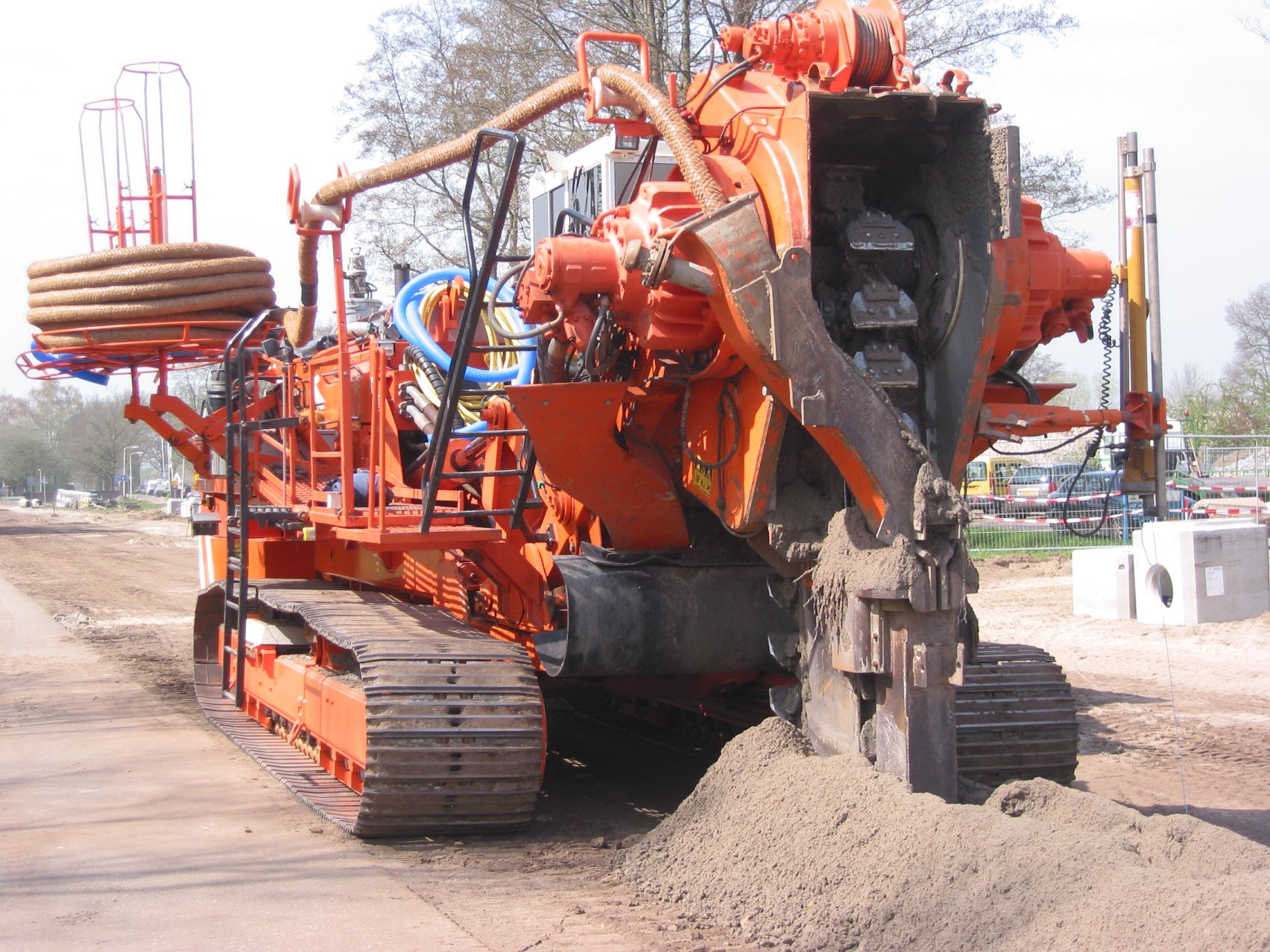
Grabenfräse zur maschinellen Verlegung von Drainagerohren

Mit Drainage, auch Dränage, stärker verdeutscht Dränung, bezeichnet man Maßnahmen unter Einsatz technischer Systeme und auch diese Systeme selbst, die Vernässungen an Bauwerken und auf landwirtschaftlich genutzten Flächen entgegenwirken. Dazu wird das Wasser erfasst und zielgerichtet abgeleitet. Diese Vernässungen können unterschiedliche Ursachen haben:
- hoher Grundwasserspiegel,
- Fremdwasserzufluss,
- Stauwasser,
- Regenwasser.

Bei der landwirtschaftlichen Anwendung kommen Änderungen der Nutzungsart als weitere Ursachen in Betracht, wie die Extensivierung von Flächen, die zu geringerem Pflanzenwachstum und damit geringerer Verdunstung der Pflanzen führt oder der Übergang zur Bewässerung, der die Ableitung von Überschusswasser erfordern kann.
Als technisches System ist überwiegend die Rohrdrainage verbreitet. In besonderen Fällen werden Schluckbrunnen und andere Formen der Versickerung eingesetzt z. B. bei fehlendem freien Abfluss in einen Vorfluter. Die besondere Anforderung bei speziellen Bauwerken, sowohl Tragsysteme als auch Entwässerungssysteme zu schaffen, kann vorteilhaft durch eine Drainagewand gelöst werden.
Unterhalb der Bodenplatte von Gebäuden sowie entlang von Kellerwänden wird die Drainage oft durch eine einfache Kiesschicht hergestellt. Die Abdeckung durch eine Vliesbahn verhindert, dass sich die Zwischenräume zwischen den Kieseln mit eingeschwemmtem Material zusetzen.

## Drainage für bautechnische Zwecke

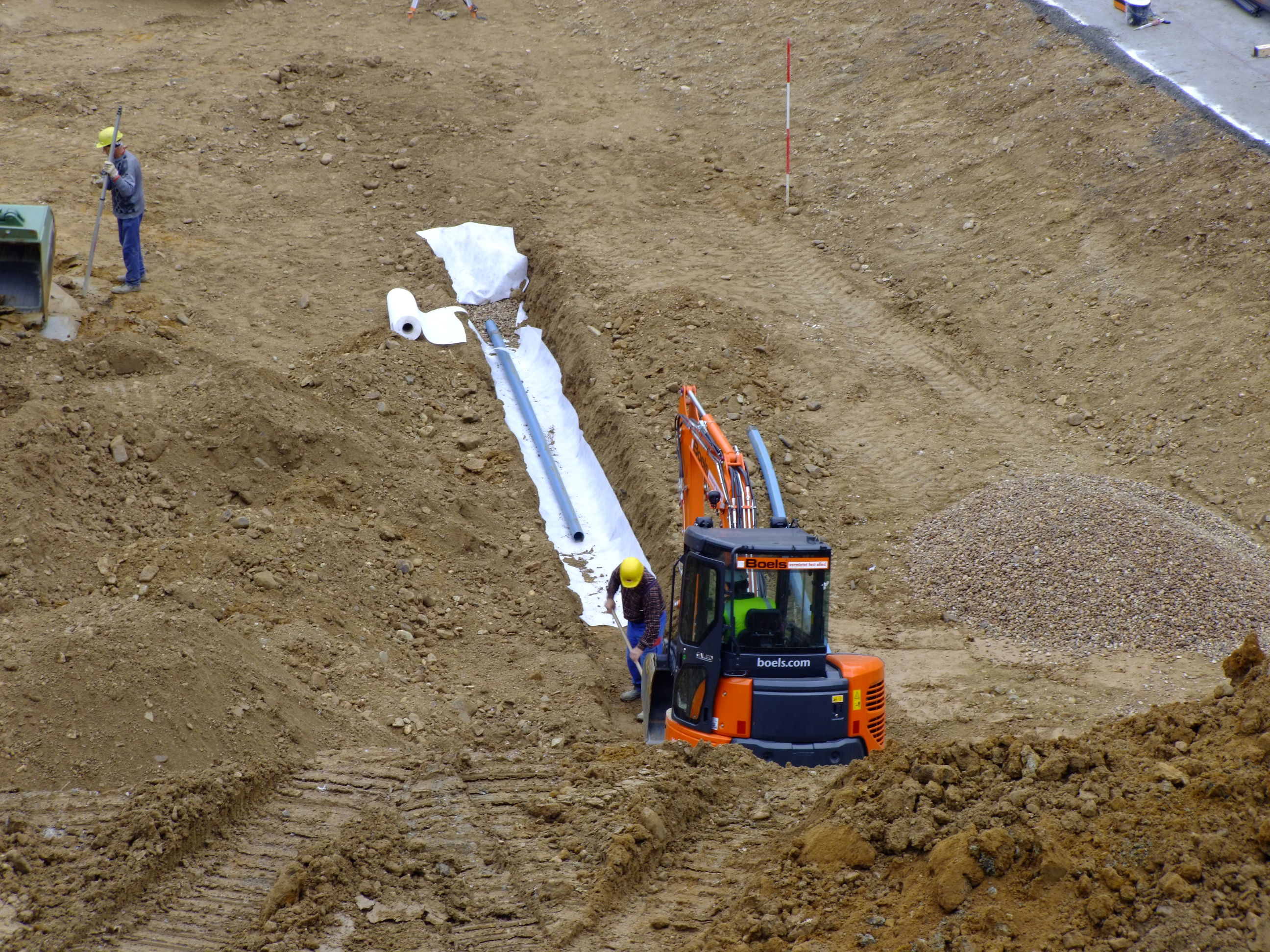
Grunddrainage unterhalb des späteren 5. Untergeschosses eines Bauwerks

### Grundlagen
Die Drainage an Bauwerken kommt als Schutzsystem in Betracht, wenn Sicker- und Schichtenwasser von der Sohle (Fundament) und den erdberührten Wänden ferngehalten werden soll. Liegt der Grundwasserstand durchgängig höher als die Sohle, so ist das Bauwerk wasserundurchlässig auszuführen, z. B. durch eine weiße Wanne (wasserundurchlässiger Beton) oder, selten noch, durch eine schwarze Wanne (Bitumen- oder Kunststoffbeschichtung).
Zur Auswahl und Bemessung von technischen Drainagesystemen bedarf es der Kenntnis und Berücksichtigung verschiedener Einflüsse:
- Wasserhaushalt mit Kenntnissen über den Bodenwassergehalt im Dränbereich sowie über den Zu- und Ablauf von Wasser in den zu schützenden Bereich,
- Lage des Grundwasserspiegels
- Bodenkennwerte, insbesondere die gesättigte und teilgesättigte hydraulische Leitfähigkeit, angegeben meist in m/s oder m/d als Durchgang eines Wasservolumens in m³ pro Fläche in m² und Zeit in s bzw. d (nicht zu verwechseln mit der Abstandsgeschwindigkeit, die numerisch oft etwa doppelt so hoch ist, wie die hydraulische Leitfähigkeit)[1]
- Drainagegeometrie mit der Ausdehnung und Höhenlage der Flächen; Möglichkeiten der räumlichen Anordnung der Drainagesysteme (Drängeometrie) und der Ableitung des anfallenden Wassers (Tiefenlage der Rohre)

Eine genaue rechnerische Ermittlung erfordert die Lösung von Differentialgleichungen, wozu meist Computerprogramme eingesetzt werden. Daneben werden Gebrauchsformeln genutzt, wie z. B. die Formel von Hooghoud.
Die Disziplinen Hydrogeologie und Bodenkunde beschäftigen sich mit Rahmenbedingungen, die langfristig zur Einschränkung der Wirksamkeit von Drainagesystemen führen können. So kann die Funktion einer Drainage durch die Umlagerung feiner Bodenteilchen im Boden durch Wasser (Suffosion) beeinträchtigt werden. Betroffen sind nichtbindige Erdstoffe ab einem bestimmten Ungleichförmigkeitsgrad und besonders solche mit einer Körnungslinie mit Ausfallkörnung. Die Verlagerung kann zur Verringerung der Durchlässigkeit des Bodengerüsts (Kolmation) führen und Drainagemaßnahmen. Man wirkt der Suffosion durch Bodenfilter unter Beachtung der Filterregeln und mit Geotextilien entgegen.

### Regelwerke und Bauausführung
Die Anforderungen an Drainagesysteme für Bauwerke sind in DIN 4095 zusammengestellt. Unabhängig hiervon ist die Bauwerksabdichtung sicherzustellen, deren technische Lösungen und Anforderungen ursprünglich in der DIN 18195 festgelegt wurden. Seit Juli 2017 sind die technischen Lösungen und Anforderungen für Bauwerksabdichtungen in den DIN-Normen 18531 bis 18535 festgelegt.
Eine funktionsfähige Drainage an Bauwerken wird erreicht, indem die erdberührten Teile des Bauwerkes mit einer wasserdurchlässigen Schicht (meist Kies, Dränmatten, Drainagefilterstrümpfen oder anderen künstliche Drainageelemente) umgeben wird, aus der die Drainagerohre das Wasser ableiten. Die Drainageschicht wird gegenüber dem Baugrund durch eine Vliesschicht vor Verschlämmung mit Feinmaterial geschützt. An Drainagerohre für Gebäude und Bauwerke werden höhere Anforderungen als an Drainagerohre in der Landwirtschaft gestellt. Sie sollen nach DIN 4095 einem leichten Überdruck von 0,2 m Wassersäule standhalten, weshalb steifere Rohre in Form von Stangenware (statt Rollenware) erforderlich sind, z. B. Kunststoffrohre aus PVC (Polyvinylchlorid) hart nach DIN 1187 Form A oder DIN 4262-1.
Das Einleiten von Drainagewasser in die Mischkanalisation ist wegen der erhöhten hydraulischen Belastung der Kläranlagen nicht zulässig. Das Ableiten in die Regenwasserkanalisation ist genehmigungsbedürftig. Einzelheiten regeln die Entwässerungssatzungen der Kommunen.

## Spezielle Drainagesysteme für bautechnische Zwecke

### Drainagepfahl

Drainagepfahl

Beim Drainagepfahl werden die Eigenschaften von Pfählen und Brunnen vereint. Somit wird mit einem Bauteil die Lasteinleitung in den Untergrund bei gleichzeitigem Bewirtschaften des Grundwassers durch Abpumpen bzw. Einleiten ermöglicht.

Herstellung des Drainagepfahles
Filterrohr und Bewehrung
Fertiger Drainagepfahl

Zur Herstellung eines Drainagepfahles wird – wie beim Bohrpfahl – zunächst eine verrohrte Bohrung abgeteuft und der darinnen liegende Boden ausgehoben. Anschließend wird das Filterrohr (z. B. Schlitzbrückenrohr) zusammen mit der Pfahlbewehrung eingebaut. Im unteren Bereich des Drainagepfahles wird Drainagebeton als Einkornbeton ø 4–8 mm eingebracht. Darüber wird mit einem üblichen Beton der übrige Pfahl fertigbetoniert. Dabei wird die Verrohrung abschnittsweise hochgezogen und entfernt. Nach dem Aushärten kann der Drainagepfahl seine Funktion sowohl zur Lastabtragung als auch zur Wasserregulierung aufnehmen.

### Drainagewand
Ähnlich wie bei einem Drainagepfahl kann das Prinzip auch bei einer Schlitzwand angewandt werden, die somit zu einer Drainagewand wird. Damit ist eine Verbauart möglich, die durch Verbindung von Trag- und Drainfunktion sehr platzsparend ist und bei beengten räumlichen Verhältnissen vorteilhaft sein kann.

Drainagewand zweiseitig
Drainagewand einseitig
Ansicht Baugrube mit Drainagewand

### Drainageanker
Bei natürlichen Hängen kann das vorkommende Hangwasser problematisch werden, wenn ein Einschnitt in den Hang oder eine Baugrube am Hang hergestellt werden soll, da anströmendes Hangwasser einen Wasserdruck erzeugt, der zu Wasseraustritt führen kann.

Schnitt Baugrube mit Drainageankern
Detail Kopfausbildung Drainageanker
Detailbild Filtermörtel

Drainageanker mit einer Füllung aus Drainagemörtel bieten hierzu eine Lösung, indem sie Hangwasser bereits tief vor dem Einschnitt sammeln und abführen. So wird auch eine Reduzierung des Porenwasserdruckes erreicht und der Hang zusätzlich stabilisiert. Bei der Ausführung ist wesentlich, dass die Drainageanker steigend in den Untergrund eingebohrt werden, damit das zu drainierende Wasser auch drucklos durch den Drainmörtel abfließen kann.

Baugrube mit aktiven Drainageankern

Derartige Drainageanker werden bei Baugruben am Hang, bei Hangverbauungen und hinter Stützmauern bis zu einer Tiefe von 14 m in Hänge eingebaut und bei unterschiedlichsten Bodenarten – von Geschiebe über feinkörnige Schichten bis hin zu klüftigem Fels – vorteilhaft eingesetzt. Das obige Beispiel zeigt eine Baugrubensicherung im Hochgebirge mit einer Höhe von ca. 20 m und einer Baugrubenlänge von ca. 120 m. Das Hangwasser konnte mit den eingebauten Drainageankern bis zu 10 m hinter der Baugrube gefasst und abgeleitet werden.

## Drainage von Tunneln

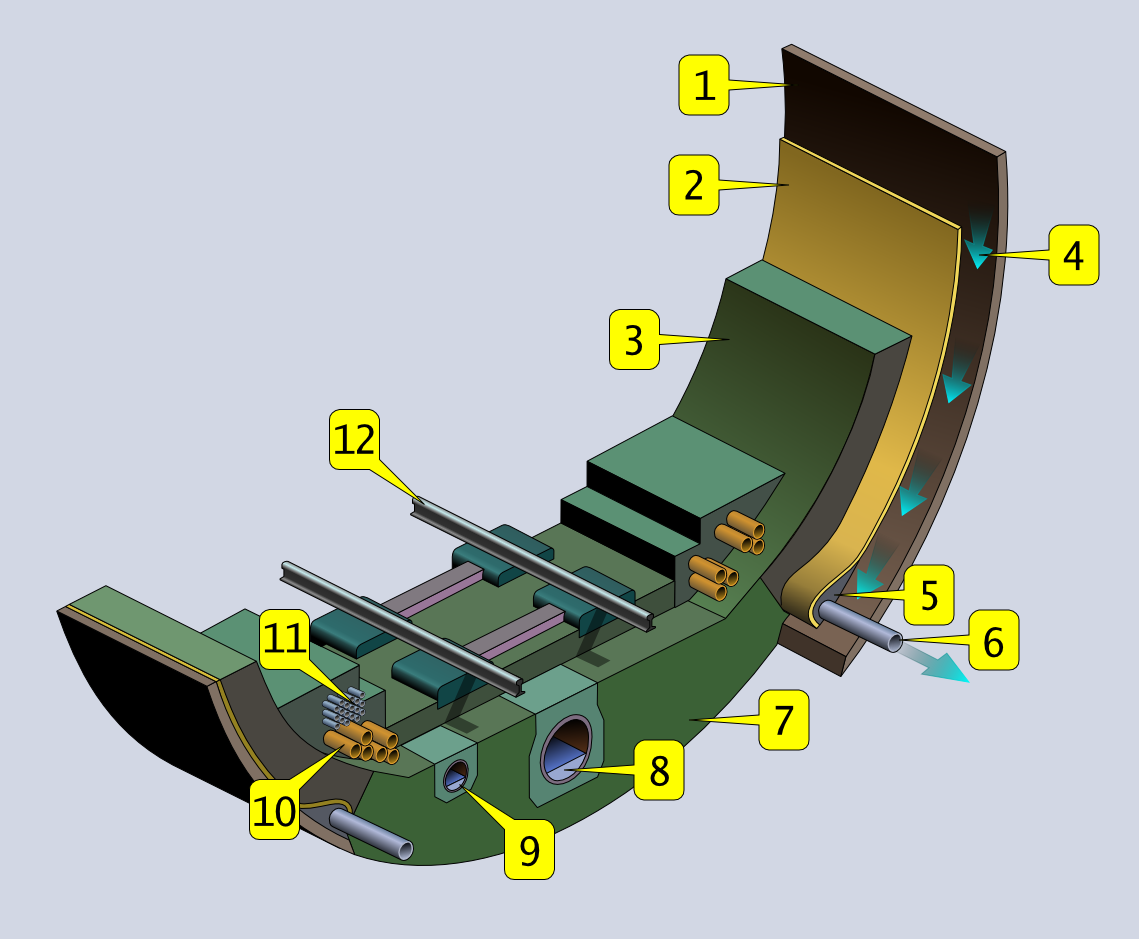
Entwässerung im Gotthard-Basistunnel
1 Tunnel-Aussenschale, 2 Dichtung, 3 Tunnel-Innenschale, 4 Ringspalt, 5 Filterzone, 6 Drainage-Sammelleitung, 9 Tunnelwasser-Sammelleitung, 8 Gesamt-Abflussleitung

Tunnelbauwerke durchschneiden häufig auch wasserführende Schichten, so dass der gesicherte Abbau des Wasserdrucks und die Ableitung des dabei anfallenden Wassers bedeutsam für die Betriebssicherheit ist. Üblicherweise wird anfallendes Wasser im Ringspalt zwischen der Innen- und Außenschale eines Tunnels bis zu den seitlichen Fußpunkten abgeleitet und fließt dort über eine Filterschicht in eine Drainageleitung. Ein häufig auftretendes Problem bei dieser Art der Entwässerung von Tunnelbauwerken stellt die Versinterung dar, wobei Ablagerungen die Wasserdurchlässigkeit beeinträchtigen. Diese Einschränkung hat verschiedene Ursachen und lässt sich durch Auswahl besser geeigneter Geotextilien als Filter im Ringspalt, durch Kies mit verringerter Zugabe von Zement (weniger als 200 kg/m³) für die Filterschicht und durch Drainageleitungen mit größeren Eintrittsöffnungen vermindern.

## Drainage an Flussdeichen
Die Drainage kann eine Sicherungsmaßnahme an bestehenden Flussdeichen werden, um den vermehrt aufgetretenen Deichbrüchen entgegenzuwirken, wie sie nach extremen Hochwasserabflüssen in der jüngsten Vergangenheit aufgetreten sind (Oderhochwasser 1997, Elbehochwasser 2002, Elbehochwasser 2006). Viele Flussdeiche in Deutschland haben eine weit zurückreichende Geschichte. Sie haben meist zu steile Böschungen und keine Zonierungen in Dichtung, Stütz- und Dränkörper, so dass zukünftig die Verbesserung dieser Deiche notwendig wird. Hochwasser kann drei verschiedene Arten von Deichbrüchen auslösen: durch Überströmen, durch Durchsickern oder durch Unterströmen.
Das Durchsickern kann durch Dränung der Deichflanken an der Landseite vermindert werden. Je nach Durchlässigkeit und Vorfeuchte des Deichkörpers kommt es bei längerem Einstau – verstärkt durch Ungleichförmigkeiten, wie Auflockerungsbereiche oder Tierbauten – zu einer Durchfeuchtung, die die Korn-zu-Korn-Spannungen herabsetzt und die Standsicherheit der landseitigen Böschung durch Strömungskräfte gefährdet.

## Drainage von Deponien
Bei Abfalldeponien ist die Drainage ein wichtiger Teil des Entwässerungssystems, mit dem die anfallenden Sickerwässer möglichst schnell aus dem Deponiekörper abgeleitet und der Abwasserbehandlung zugeführt werden. Dadurch soll ein Überstau im Deponiekörper verhindert und die Basisdichtung geschützt werden. Dieses Entwässerungssystem besteht aus der Flächendrainage, den Dränleitungen und ggf. Kontrollschächten und/oder Stollen sowie außerhalb gelegenen Speicherbecken. Einzelheiten sind in der Deponieverordnung (DepV) geregelt, die 2009 die vorher geltende TA Abfall und TA Siedlungsabfall abgelöst hat. Als Flächendrainage ist eine mindestens 30 cm starke Kiesschicht aus Rundkorn der Korngruppe 16/32 vorgegeben worden. Der Kalziumcarbonatanteil sollte nach TA Abfall nicht mehr als 20 Gew.-% betragen, um Versinterungen vorzubeugen. Die Drainageleitungen sollen demnach ausreichende Beständigkeit, Standsicherheit und Verformbarkeit (zur Anpassung an Setzungen) aufweisen. Die Leitungen sollen kontrollierbar und spülbar sein: dazu sind Mindestdurchmesser von DN 250 und Leitungen aus PE-HD (hochfestem Polyethylen) vorgesehen.
Im langfristigen Betrieb von Drainagesystemen von Deponien können Inkrustrationen durch Ausfällung von schwerlöslichen Verbindungen auftreten, die den Leitungsquerschnitt verengen. Die Ursachen liegen in chemisch-physikalischen Prozessen, die durch Änderung des pH-Werts, des Partialdrucks des Kohlendioxids oder Sauerstoffzutritt ausgelöst werden, und in mikrobiologischen Abbauvorgängen der Methanbildner und sulfatreduzierenden Bakterien, die in ihrer unmittelbaren Umgebung ein alkalisches Milieu erzeugen und damit ein Ausfallen verschiedenartiger Salze hervor rufen.
Durch entsprechenden Aufbau der Drainagesysteme wie möglichst geringem Kalziumcarbonatgehalt in der Flächendrainage sowie mit gut kontrollierbaren und spülbaren Leitungen kann dieser Betriebsproblematik vorgebeugt werden.
Eine besondere Form der Drainage von Abfalldeponien stellt die Gasdrainage dar, mit der das entstehende Deponiegas abgeleitet wird. Dazu sind vor allem in Siedlungsabfalldeponien kombinierte Systeme eingebaut worden, mit denen Sickerwasser und Deponiegas erfasst und abgeleitet werden. Mit dem Ende der Ablagerung von unbehandelten Abfällen sind derartige Deponien seit 2005 in Deutschland nicht mehr zulässig. Sie werden seitdem abgeschlossen und mit äußeren Dichtungssystemen umschlossen. Hierzu gehört auch eine Gasdrainage, die flächenhaft unter der Dichtungsbahn liegt, die Niederschlagswasser zurückhält. Die Anforderungen sind in der Deponieverordnung von 2009 geregelt.

## Drainage von Sportflächen
Die flächenhafte Drainage wird häufig bei Rasen- und Spielflächen von Sportstätten eingesetzt. Die Ziele sind ähnlich wie bei der landwirtschaftlichen Anwendung: nach Niederschlägen soll eine zügige Nutzung möglich sein und bei der meist erforderlichen Bewässerung soll die Abfuhr von Überschusswasser sichergestellt sein. Beispiele: Allianz Arena München und Rheinstadion Düsseldorf.

## Drainage für landwirtschaftliche Zwecke

### Ziele

Freigelegte Drainagerohre zur Entwässerung eines Feldes im Hunsrück

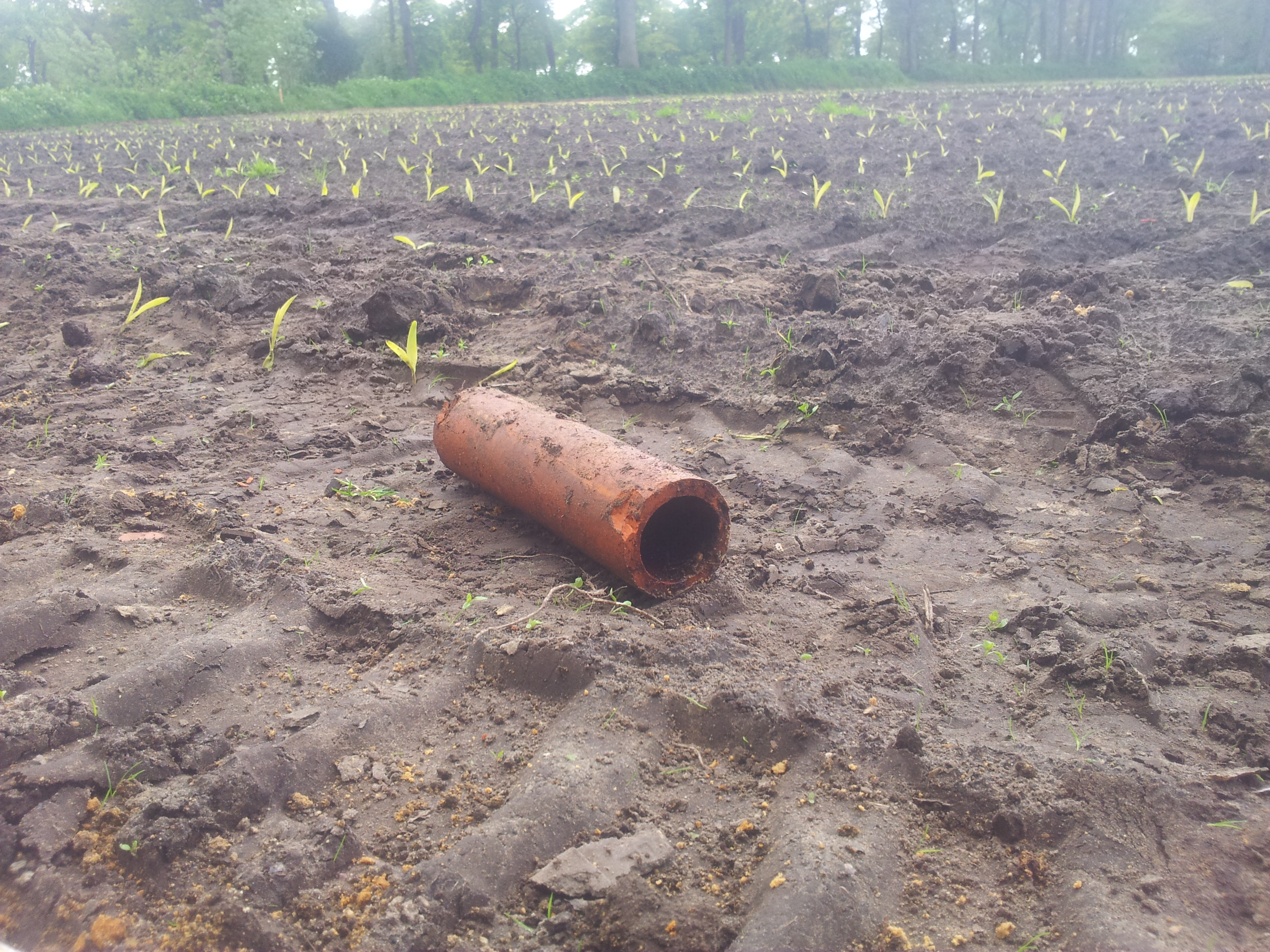
Eine alte fast komplett intakte Tondrainage aus einem landwirtschaftlichen Feld in Großefehn

Drainagesysteme werden in der Landwirtschaft eingesetzt, um den Ertrag durch Ableiten von überschüssigem Bodenwasser zu steigern. Dazu können unterschiedliche Gründe vorliegen:
- Produktivitätssteigerung durch Erleichterung der Bewirtschaftung (Befahrung),
- als Voraussetzung für weitere Verbesserungsmaßnahmen (Bodenmelioration durch Tiefpflügen oder Tieflockern),
- Nutzungsänderung vor allem bei Umstellung von Grünland auf Ackerland,
- Verhinderung oder Minderung von Versalzung (vor allem bei Bewässerung)

### Maßnahmen
Drainagemaßnahmen im landwirtschaftlichen Bereich werden nach Zweck und Anordnung der Systeme unterschieden in:
- systematische Dränung (Anordnung mehrerer paralleler Entwässerungsleitungen),
- Bedarfsdränung (Entwässerung von Senken, Quellaustritten und ähnlichem),
- Fangdränung (Erfassung von seitlich zuströmendem Grundwasser und/oder seitlich zutretendem, oberflächennahem Wasser).

Beim landwirtschaftlichen Einsatz der Drainage wird meist die Rohrdrainage eingesetzt, nur in Sonderfällen, wie fehlender natürlicher Abflussmöglichkeit, kommen Bohrbrunnen und Entwässerungspumpen zum Einsatz.

#### Vorteile eines funktionierenden Drainagesystems
- Ist der Boden durchnässt, beschädigt das die Bodenstruktur und das Bodenleben. Durch eine Drainage erreicht man gare und fruchtbare Böden, welche die Basis für sichere, hohe Erträge sind.
- Staunasse Böden können oft nicht oder nur mangelhaft und zeitverzögert befahren werden. Ein dräniertes, trockenes Feld kann zum optimalen Bearbeitungstermin bearbeitet werden. Das senkt die Kosten der Arbeitserledigung und die Pflanzenschutzkosten.
- Die Nährstoffauswaschung ist in zu nassen Böden erhöht. Durch ein dräniertes Feld können Düngekosten gespart werden.
- Durch dränierte und gleichmäßig durchwurzelte Böden erreicht der Landwirt gleichmäßige Feldbestände, die eine Bestandsführung erleichtern und eine homogene Ernte liefern.
- Dränierte Böden können mehr Niederschlagswasser aufnehmen und reduzieren den Bodenverlust durch Erosion.

### Rohrdrainage
Bei der Drainage wird das Wasser in perforierten Leitungen (fachtechnisch „Sauger“) erfasst und größeren Leitungen (Sammler) zugeführt. In beiden Abschnitten erfolgt der Zufluss von Wasser unter hydraulischem Druck, insofern ist der Begriff Sauger leicht irreführend. Die Sammler münden in Gräben und Bächen (fachtechnisch Vorfluter). An der  Ausmündung von Sammlern werden meist Rückschlagklappen eingesetzt, um einerseits zurückdrängendes Wasser und andererseits Tiere zurückzuhalten (daher auch als Froschklappe bezeichnet). Als Rohrsysteme sind heutzutage Kunststoffrohre gebräuchlich,  die außen gewellt (höhere Tragfähigkeit bei gleichzeitig verbesserter Flexibilität) und innen glatt sind (verbesserter  Wasserabfluss, verminderte Ablagerungen). Das Wasser tritt in die Rohre über schmale Schlitze als Einflussöffnungen ein, die zum Schutz in den Wellentälern der äußeren Rippen liegen und eine Breite zwischen 0,6 und 1 mm und eine Länge von 0,6 bis 2 mm haben. Diese Rohre sind mit Durchmessern zwischen 50 und 400 mm verfügbar und werden in Rollen bis zu 300 m Länge angeliefert.
Die Rohre können mit Filtermaterial (Drainagefilterschlauch) umgeben werden, um das Einschlämmen von Feinmaterial zu vermindern (vor allem Ton- und Schluffanteile), um den Eintrittswiderstand an den Öffnungen zu mindern und um die Rohre vor mechanischem Druck zu schützen.

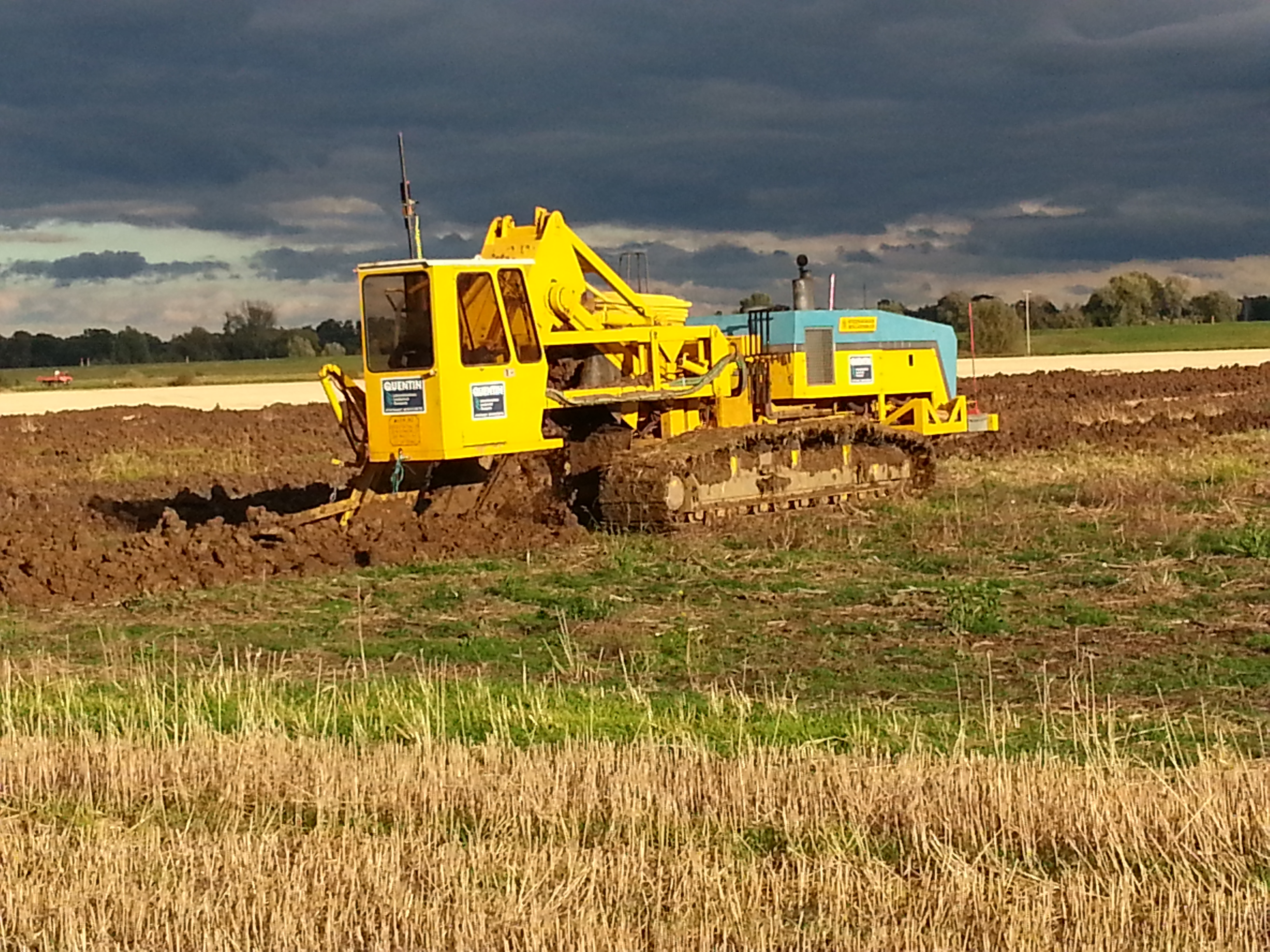
Grabenfräse zur Verlegung von Drainagerohren
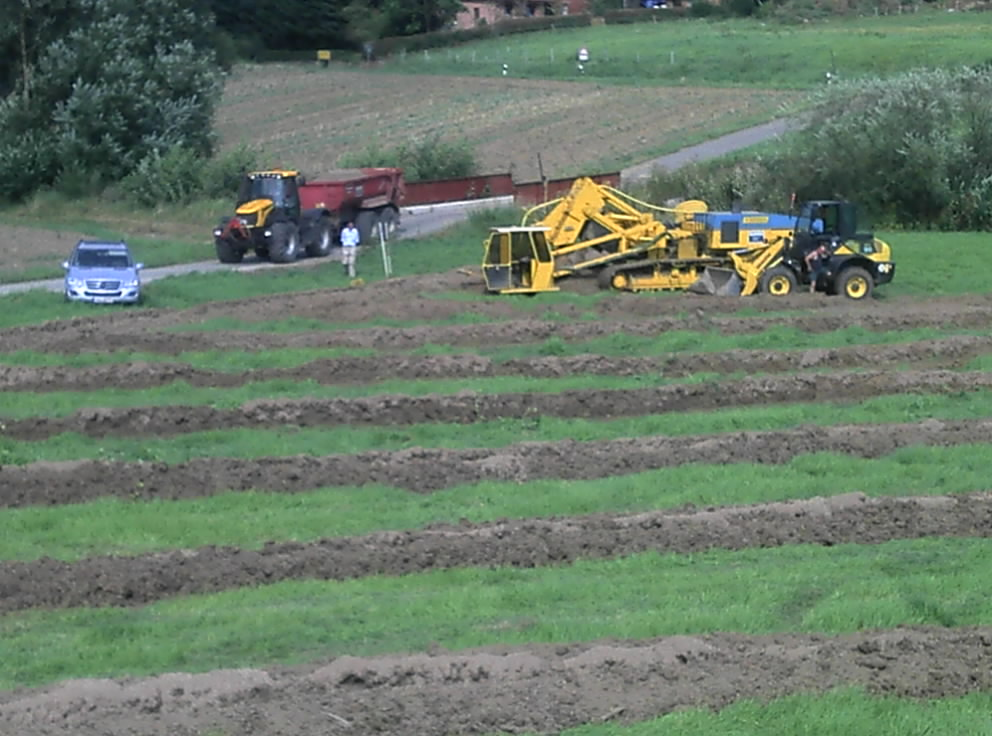
Drainageverlegung auf einer Grünlandfläche
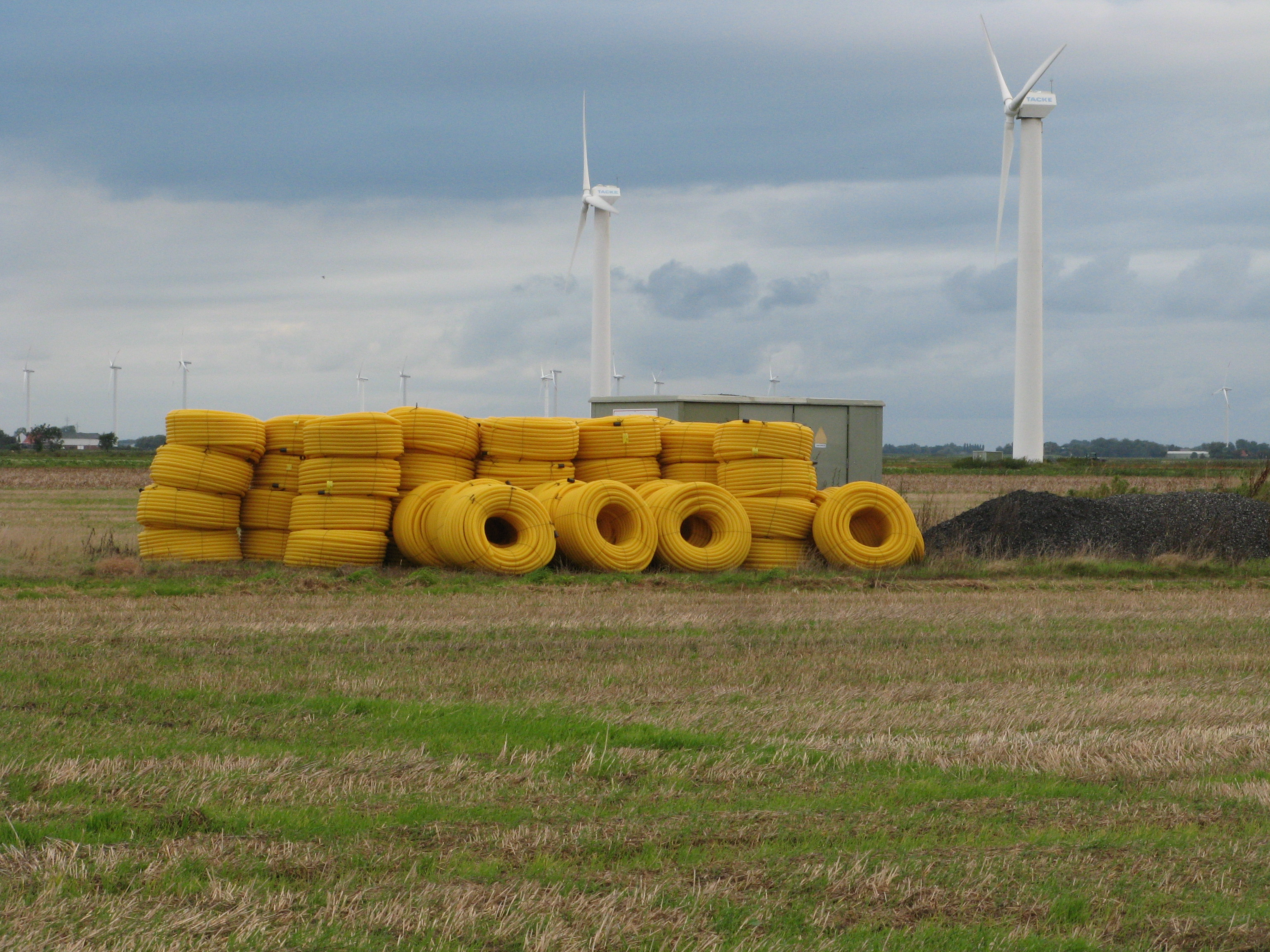
Drainagerohre „auf Abruf“
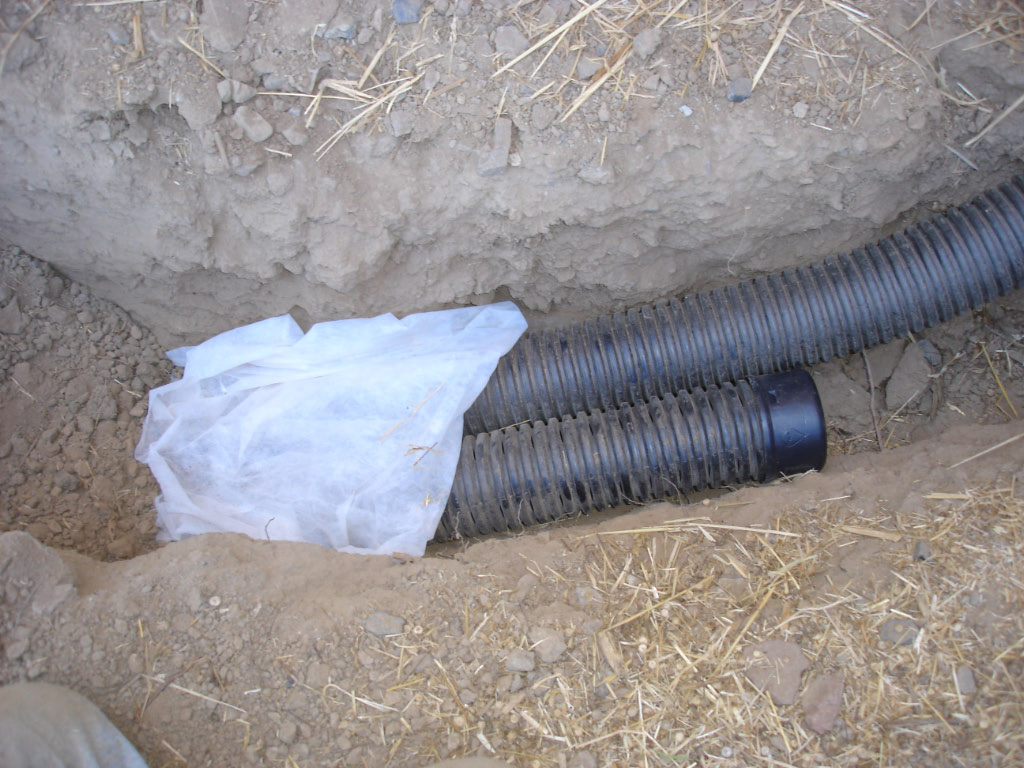
Drainagerohr – Nahaufnahme
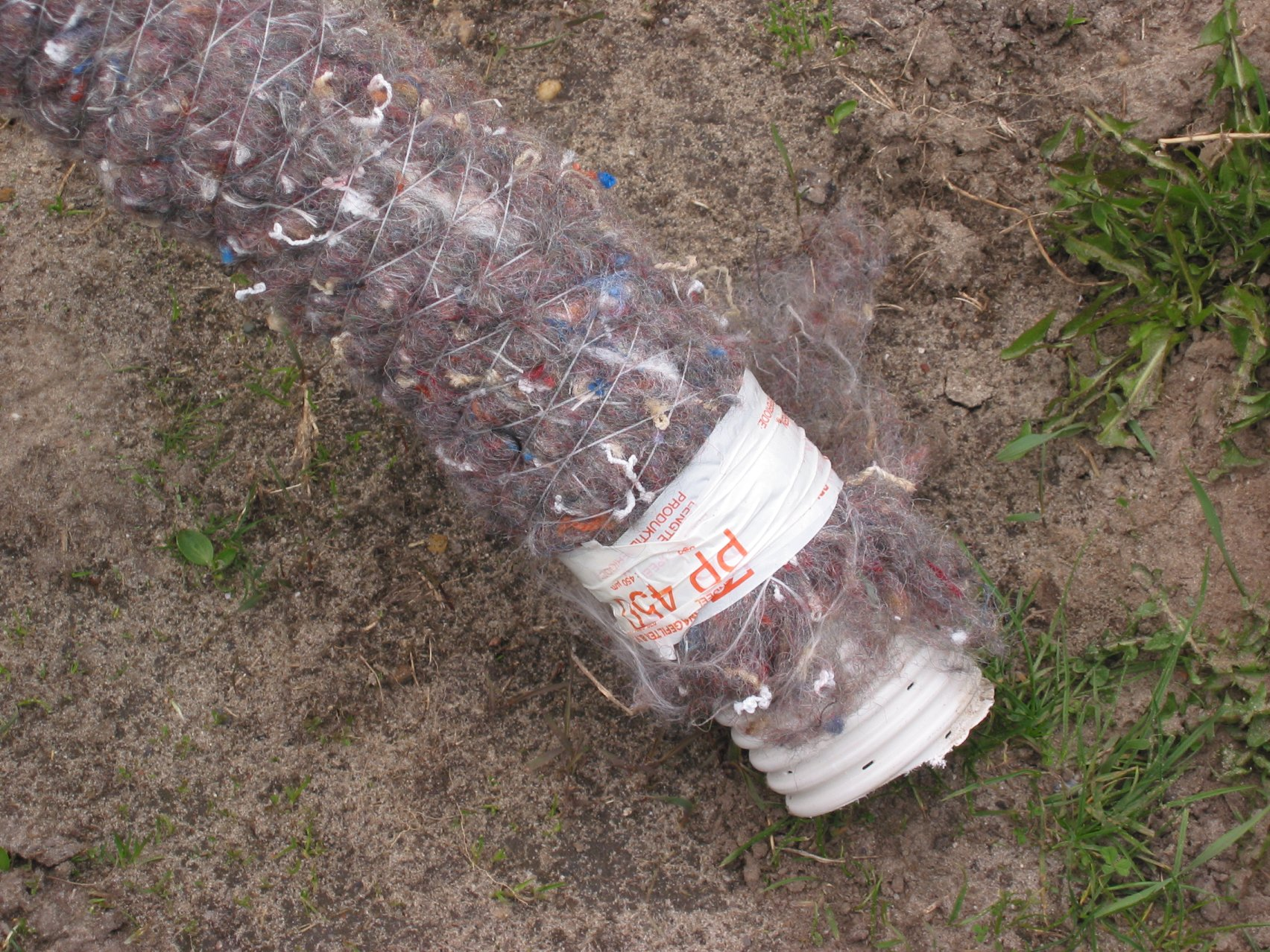
Drainagerohr mit Filterummantelung
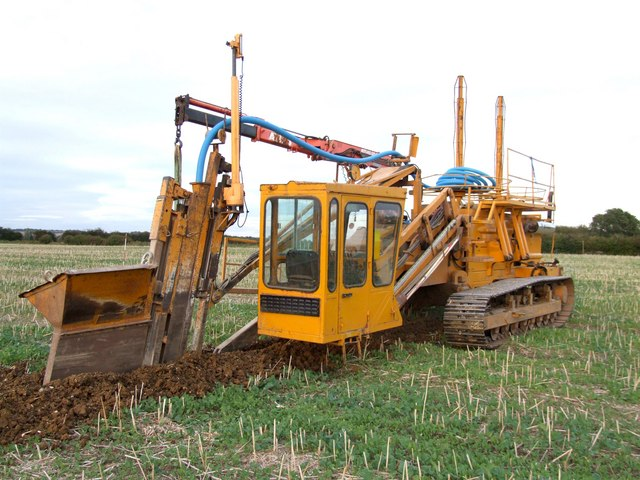
Verlegemaschine im Einsatz

### Bemessung

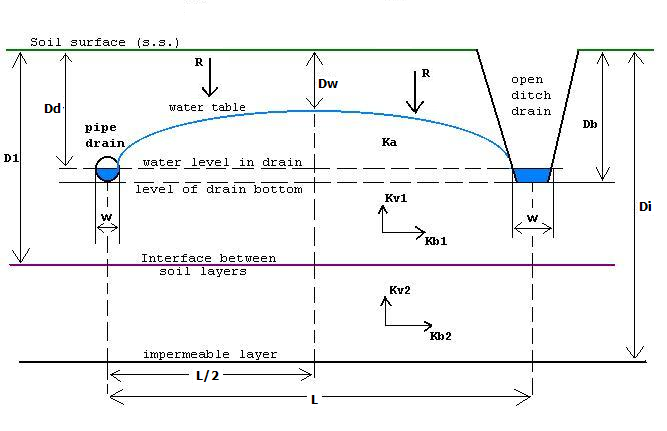
Einflussgrößen bei der Bemessung von Drainagesystemen (nach Hooghoud)

Bei der technischen Auslegung von Drainagesystemen werden die räumlichen Gegebenheiten mit der Ausdehnung und Höhenlage der Flächen als Drainagegeometrie berücksichtigt. Die Eigenschaften des Bodens werden anhand der Wasserleitfähigkeit der Bodenschichten erfasst, untergliedert in gesättigte und teilgesättigte hydraulische Leitfähigkeit (Kenngröße Fließlänge pro Zeitspanne, meist m/s). Hinzu kommen die Tiefenlage der Rohre und des Grundwasserspiegels. Die exakte rechnerische Ermittlung ist mit der Lösung von Differentialgleichungen verbunden, die entsprechend aufwändig ist. Zur Bemessung von Drainagesystemen ist neben dem Einsatz von Computerprogrammen die Verwendung von Gebrauchsformeln üblich, wie der Berechnungsansatz von Hooghoud, in dem die vorgenannten maßgeblichen Einflussgrößen zu einem Bemessungswasserabfluss führen, der die Auswahl des Rohrquerschnitts ermöglicht.

### Verlegung

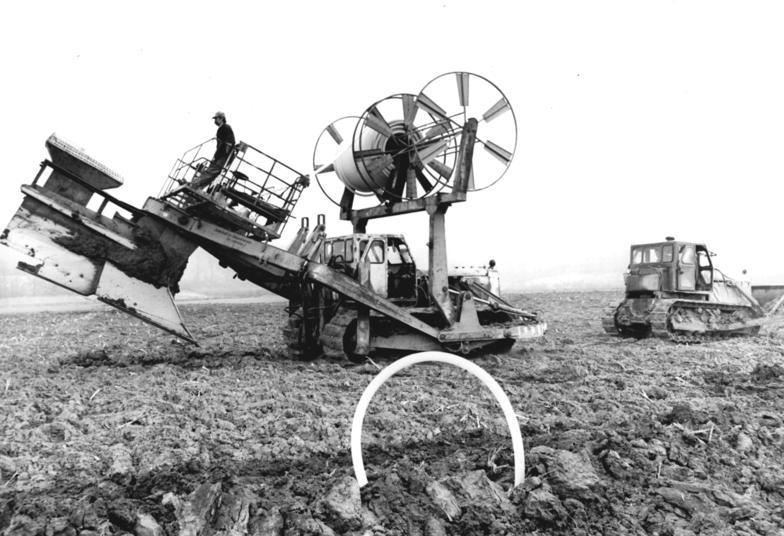
Mechanisierte Verlegung von Drainagerohren Ende der 1980er Jahre mittels T-100-Kettentraktoren

Die Drainagerohre aus flexiblen Kunststoffrohren (geotextile Filterummantelung bis ca. Mitte der 1990er Jahre aus Kokosfasern, danach auch mit Kunststofffasern) werden seit Jahrzehnten mit Spezialmaschinen verlegt, die meist grabenlos mit Drainagepflug einen schmalen Schlitz in den Boden ziehen und im Tiefpunkt bei 0,8 bis 1 m die Rohrleitung über eine bogenförmige Führung einlegen. Seltener sind Grabenfräsen im Einsatz, die mit einem umlaufenden Ketten- und Frässystem einen schmalen Graben ausheben, in den das Rohr eingelegt wird. Bei großen Höhenunterschieden kann es vor allem für Drainagesammler erforderlich werden, sie in größerer Tiefe zu verlegen, wozu Baggerarbeiten erforderlich werden.

### Melioration durch Maulwurfpflug

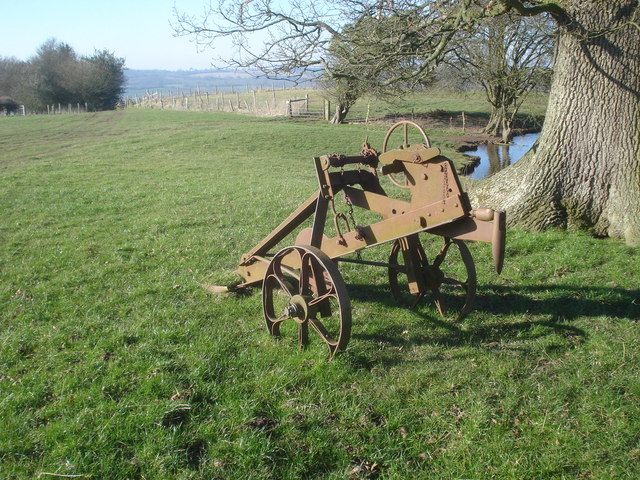
Maulwurfpflug – historisches Exemplar

Bei dieser Drainung wird eine schmale Pflugschar durch den Boden gezogen, an deren unterem Ende sich ein Presskopf befindet, der einen rohrförmigen Hohlraum im Boden hinterlässt. Diese Methode wird bildhaft als Maulwurfsdrainung bezeichnet und ist bei bindigen, ausreichend plastischen Böden einsetzbar. Die Tiefe dieser Röhren beträgt etwa 60 cm, ihr Abstand ca. 2 m.

### Geschichte
Drainagen von landwirtschaftlichen Flächen sind aus der Antike bekannt. In Ausgrabungen konnten die nach Überlieferungen gebräuchlichen Steindränungen nachgewiesen werden. Ab 1650 sind aus England Drainagesysteme mit Holz- und Steinrohren belegt. Kurz danach wurde diese Technik auch in Deutschland eingesetzt. Umfangreichere Drainagemaßnahmen unter dem Begriff der Melioration wurden in Deutschland im 19. Jahrhundert gestartet. Diese Aktivitäten sind für Gebiete in den preußischen Provinzen Westfalen und Brandenburg zwischen 1830 und 1880 umfassend im Rahmen einer Dissertation analysiert und beschrieben worden.
Ausgangspunkt waren Strukturreformen, in denen die bisher nur extensiv genutzten und nutzbaren Allmenden für private Investitionen geöffnet wurden u. a. ausgelöst durch die Preissteigerungen nach der Agrarkrise der 1820er-Jahre. Für die Durchsetzung dieser großflächigen Meliorationen hat sich ein dreiphasiges Ablaufmodell herausgestellt, an dessen Anfang die Agrarreformen standen, denen ein „Anreizsystem“ mit Vereinen, Ackerbauschulen, Musterwirtschaften und Prämien folgte. In der dritten Phase konnten große staatlich geplante und gelenkte Landesmeliorationen mit umfangreicheren finanziellen Mitteln und neuen gesetzlichen Grundlagen umgesetzt werden.
Die Umsetzung der Maßnahmen konnte anhand der Dokumente im Detail nachvollzogen werden, dazu gehören auch die ökologischen Auswirkungen mit einer durchgreifenden Veränderung der regionalen Hydrologie durch Be- und Entwässerungsmaßnahmen ebenso wie das Verschwinden von ehemals extensiv genutzten Landschaften, wie Moor- und  Heidegebieten. Drainage ist ein starker Eingriff in das Ökosystem, da durch die Trockenlegung der Grundwasserspiegel mehr oder weniger großflächig abgesenkt wird und sich die Vegetation verändert. So können z. B. Feuchtwiesen und Salzstandorte, welche seltene Arten beherbergen und eine hohe Biodiversität besitzen, durch Trockenlegung zerstört werden.
Um 1840 wurden die ersten Tonrohre entwickelt und per Hand verlegt. Diese Tonrohre wurden bis in die 1960er weiterentwickelt und seit den 1940er Jahren auch maschinell verlegt.
In den 1960er Jahren begann der Einsatz von Kunststoffrohren, vorrangig von kostengünstigen PVC-Rohren, die zunächst eingesägte Längsschlitze hatten, dann mit wellenförmigen Wandungen und eingestanzten Öffnungen hergestellt wurden.
Der Bau von Drainagesystemen im landwirtschaftlichen Bereich ist in Deutschland seit den 1980er Jahren deutlich zurückgegangen, hat allerdings weiterhin hohe Bedeutung in den Ländern, die ihre landwirtschaftliche Produktivität steigern, insbesondere bei Einsatz von Bewässerungssystemen oder zur Umnutzung von landwirtschaftlichen Flächen. Erhebungen Ende der 1990er Jahre gehen davon aus, dass zirka elf Prozent der landwirtschaftlichen Nutzfläche in Deutschland mit Drainagesystemen ausgestattet sind. In Österreich beträgt der Anteil etwa sieben Prozent und in der Schweiz etwa acht Prozent. Im Jahr 2022 wurden hingegen Zahlen veröffentlicht, die in Deutschland von 13 Prozent und in der Schweiz von 30 Prozent drainierter Ackerfläche sprechen. Gemäß Agroscope sind in der Schweiz Drainagen für rund 11 Prozent der Pestizidmenge in den Bächen verantwortlich. Um die Pestizideinträge auf diesem Wege zu verhindern, ist in Deutschland der Einsatz von riskanten Pestiziden auf drainierten Flächen verboten.

### Historisch
- J. Kopecký: Die Bodenuntersuchung zum Zwecke der Drainagearbeiten. Prag 1901.
- F. Merl: Neue Theorie der Bodenentwässerung. Ansbach 1890.
- L. Vincent, O. Vincent, G. Abel: Die Drainage, deren Theorie und Praxis. 6., völlig neu durchges. Auflage. Leipzig 1882.
- L. Vincent: Bewässerung und Entwässerung der Äcker und Wiesen. 3. Auflage. Berlin 1890.

### Aktuell
- Rudolf Eggelsmann: Dränanleitung für Landbau, Ingenieurbau und Landschaftsbau. 2. Auflage. Paul Parey Verlag, Hamburg/Berlin 1981, ISBN 3-490-15216-6.
- John Richard Landon (Hrsg.): Booker tropical soil manual: a handbook for soil survey and agricultural land evaluation in the tropics and subtropics. Routledge, 2014, ISBN 978-0-582-00557-0.
- Kurt Lecher, Hans-Peter Lühr, Ulrich Zanke: Taschenbuch der Wasserwirtschaft. 8. Auflage. Parey Buchverlag, Berlin 2001, ISBN 3-8263-8493-8.
- Lambert Smedema u. a.: Modern Land Drainage – Planning, Design and Management of Agricultural Drainage Systems. 2. Ausgabe. Balkema, Leiden/NL 2004, ISBN 90-5809-554-1.
- Udo Quentin, Johannes G. Schwerdtle: Dränagen in der Landwirtschaft. 1. Auflage. DLG Verlag, Frankfurt am Main 2013, ISBN 978-3-7690-2029-8.